# Johnny Weissmuller
Peter Johann "Johnny" Weissmuller, eg. János Weissmüller, född 2 juni 1904 i Szabadfalu (ty. Freidorf) i dåvarande Kungariket Ungern i närheten av Temesvár (nuvarande Timișoara, Transsylvanien, Rumänien), död 20 januari 1984 i Acapulco, Guerrero, Mexiko, var en amerikansk elitsimmare och skådespelare.

## Biografi
Weissmuller föddes i Szabadfalu (då en del av kungariket Ungern). Hans föräldrar Péter Weiszmüller och Erzsébet Kersch var båda tyskättade banatschwaber och familjen emigrerade till USA 1905. För att kunna representera det amerikanska OS-laget i simning och vattenpolo angav han ofta sin födelseort som Windber, Pennsylvania.
Redan vid 18 års ålder slog han den legendariske Duke Kahanamokus världsrekord på 100 m frisim. Han deltog i de olympiska sommarspelen i såväl Paris 1924 som Amsterdam 1928 varvid han erövrade sammanlagt fem olympiska guldmedaljer. Totalt slog han (minst) 28 världsrekord i simning.
Han övergick till filmens värld 1929, men det var inte förrän 1932, då han spelade huvudrollen i Tarzan apornas son, som han blev ett namn. Han gjorde sammanlagt tolv filmer som Tarzan och är utan tvekan den mest kände av de olika skådespelare som har framställt Tarzan på vita duken. När hans fysik inte längre motsvarade rollens krav bytte han rollen som Tarzan till Djungel-Jim som han spelade tretton gånger.
De sista åren av sitt liv bodde Weissmuller, då drabbad av Alzheimers sjukdom, på ett ålderdomshem.
Weissmuller var gift fem gånger, bland annat åren 1933–1939 med den mexikanska skådespelaren Lupe Vélez; deras offentliga gräl skapade stora rubriker i skvallerpressen på den tiden.
Johnny Weissmuller avled av lungödem 1984.

## Olympiska meriter

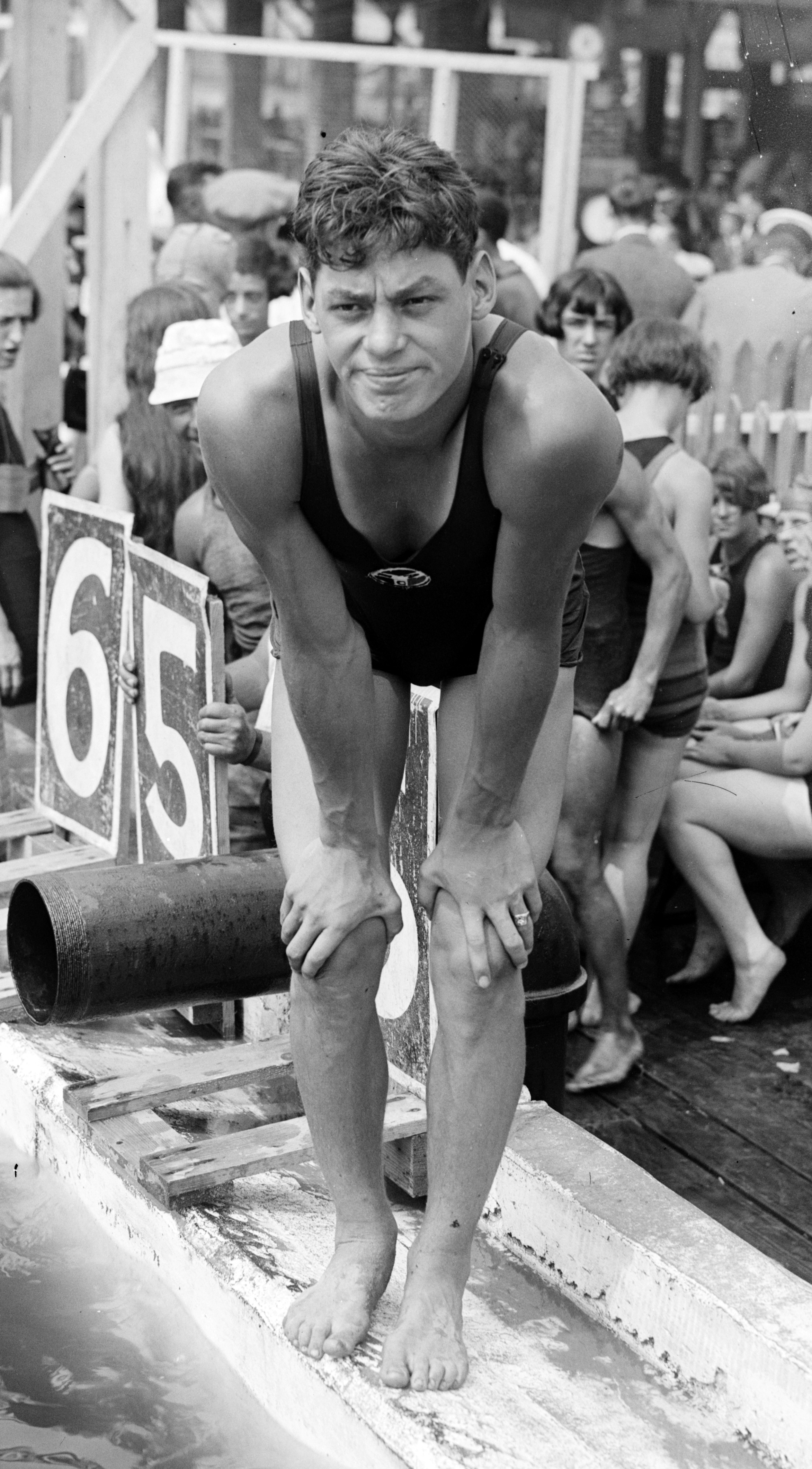
Johnny Weissmuller cirka 1925.

- Olympiska sommarspelen 1924
  - 100 m frisim – guld
  - 400 m frisim – guld
  - 4 x 200 m frisim – USA – guld
  - Vattenpolo – USA – brons
- Olympiska sommarspelen 1928
  - 100 m frisim – guld
  - 4 x 200 m frisim – guld

## Filmografi i urval
- 1932 – Tarzan
- 1934 – Tarzan och den vita kvinnan
- 1936 – Tarzan flyr
- 1939 – Tarzans pojke
- 1941 – Tarzans hemliga skatt
- 1942 – Tarzans äventyr i New York
- 1943 – Tarzan och djungelfolket
- 1943 – Tarzans äventyr i öknen
- 1945 – Tarzan och amazonerna
- 1946 – Tarzan och leopardkvinnan
- 1947 – Tarzan och lejonjägarna
- 1948 – Tarzan och kvinnan från havet
- 1948 – Djungel-Jim
- 1950 – Djungel-Jim och guldligan
- 1951 – Slavjägare i djungeln